# إيفا روبنشتاين
إيفا روبنشتاين (بالبولندية: Eva Rubinstein؛ بالإنجليزية: Eva Rubinstein) هي مصورة وراقصة باليه بولندية وأمريكية، ولدت في 18 أغسطس 1933 في بوينس آيرس في الأرجنتين.

## وصلات خارجية
- إيفا روبنشتاين على موقع IMDb (الإنجليزية)
- إيفا روبنشتاين على موقع قاعدة بيانات برودواي على الإنترنت (الإنجليزية)